# レイノルダ・ハウス美術館
レイノルダ・ハウス美術館またはレイノルダ・ハウス・アメリカン・アート美術館（Reynolda House Museum of American Art）はアメリカ合衆国、ノースカロライナ州のウィンストン・セーラムにある美術館である。植民地時代からのアメリカ美術の作品が収蔵されている。もともとはR.J.レイノルズ・タバコ・カンパニーの創業者、R・J・レイノルズの邸宅として1912年から1917年までかかって建設された建物で、1967年から美術館として一般公開されている。

## 概要
タバコ事業で成功したR・J・レイノルズとその妻のキャサリン・スミス・レイノルズ（Katharine Smith Reynolds）の邸宅として建築家チャールズ・バートン・キーン(Charles Barton Keen)の設計で1912年に建設が始まり、1917年に完成した。1917年12月からレイノルズ一家が住むようになったが、R・J・レイノルズは病気のためこの家に住むことなく1918年7月29日に亡くなった。邸はレイノルズの娘のメアリー・バブコック(Mary Reynolds Babcock) が相続し、1948年まで所有していたが、土地、建物をウェイクフォレスト大学に寄付した。改装が行われ、1965年にレイノルダ・ハウスは一般公開されるようになり、1967 年から美術館となった。
植民地時代からのアメリカ美術の作品を収蔵し、常設展示されている。2005年には巡回展示用のギャラリー・スペースが増設された。
メアリー・カサットやフレデリック・エドウィン・チャーチ、ジェイコブ・ローレンス(Jacob Lawrence)、ジョージア・オキーフ、ギルバート・ステュアートらの作品が収蔵されている。

## ギャラリー

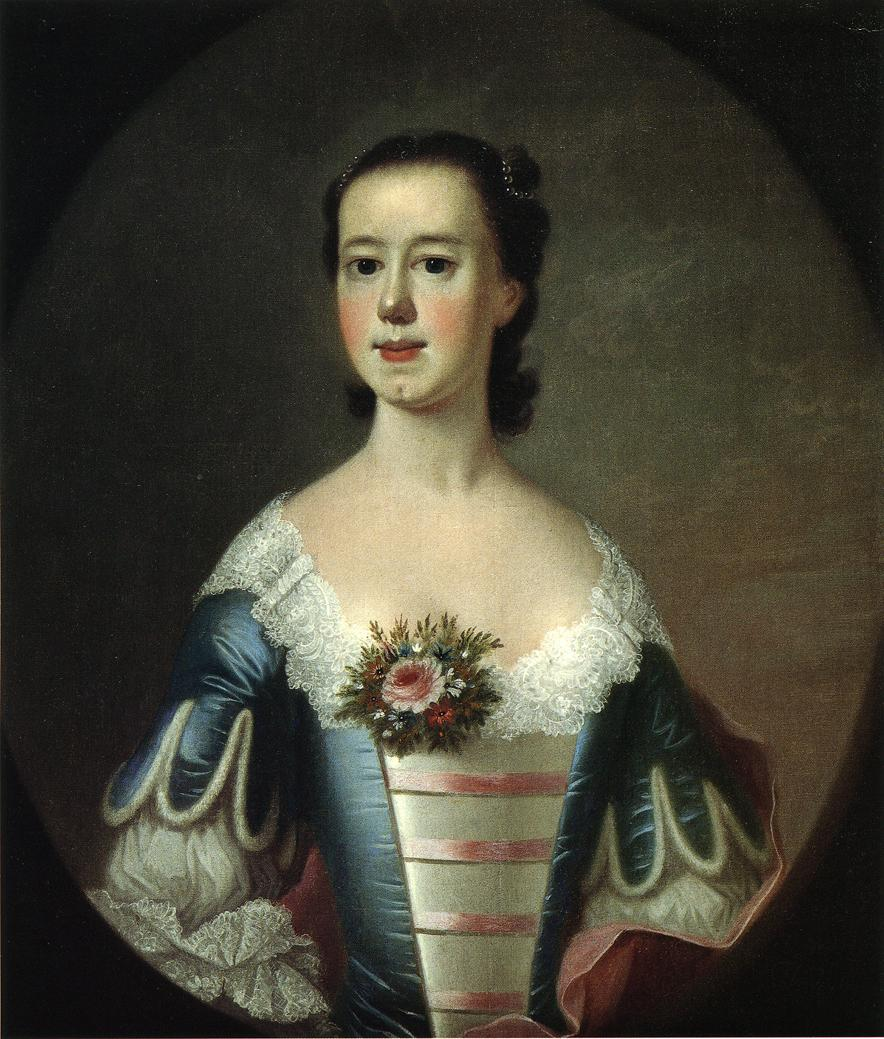
ジェレマイア・テウス Elizabeth Allston Lynchの肖像画 (1755)
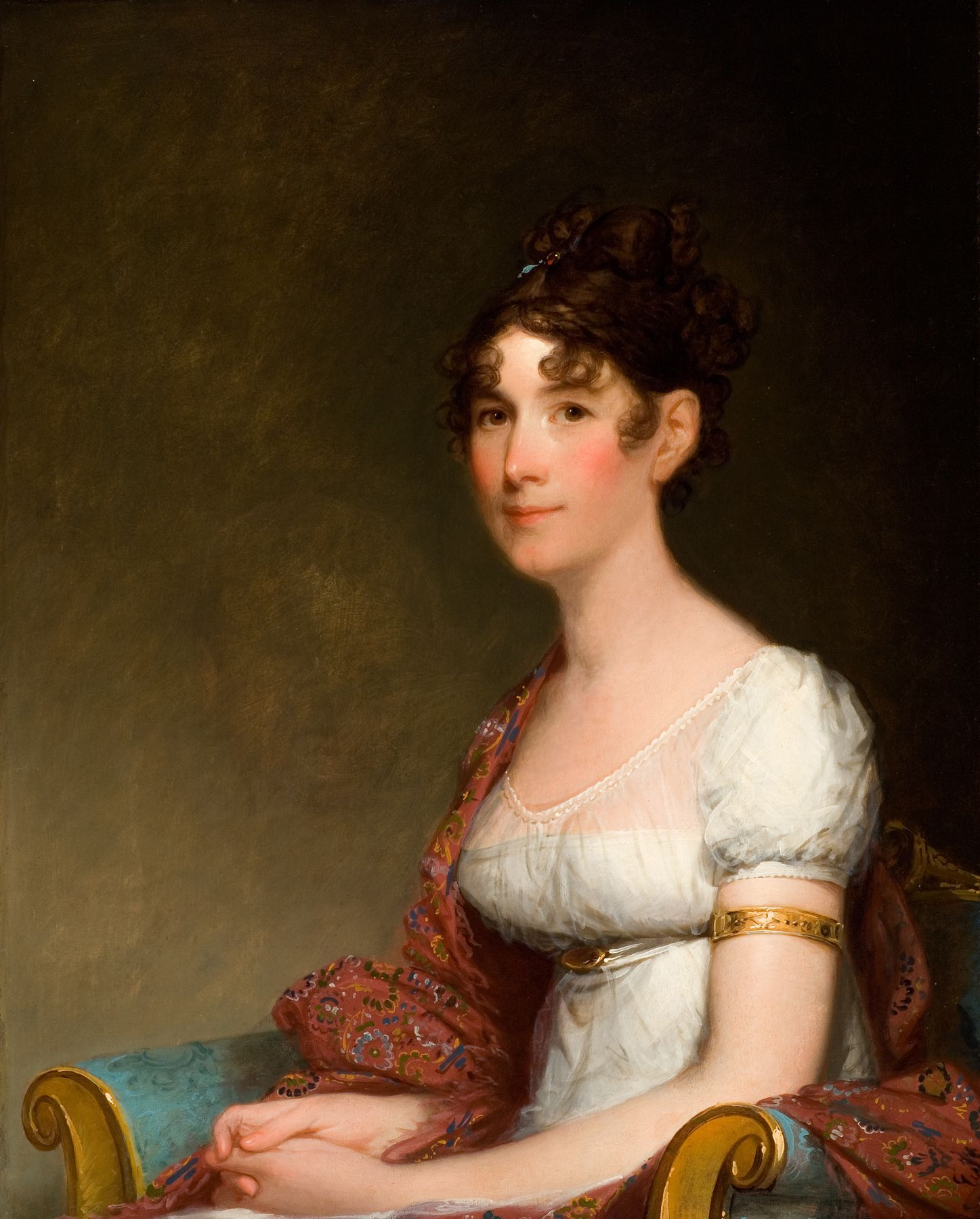
ギルバート・ステュアート Mrs. Harrison Gray Otis (1809)
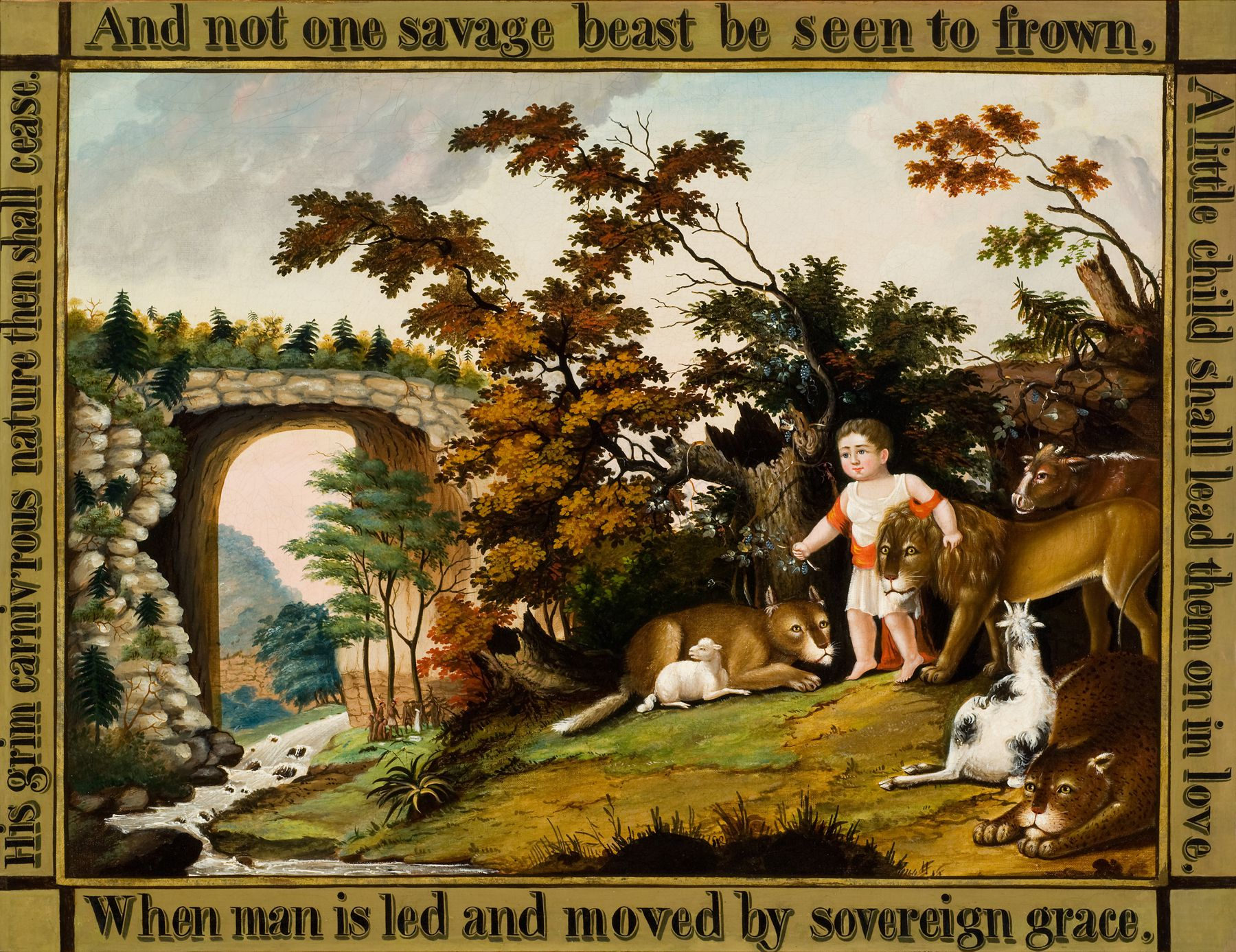
エドワード・ヒックス Peaceable Kingdom of the Branch (c.1826-30)
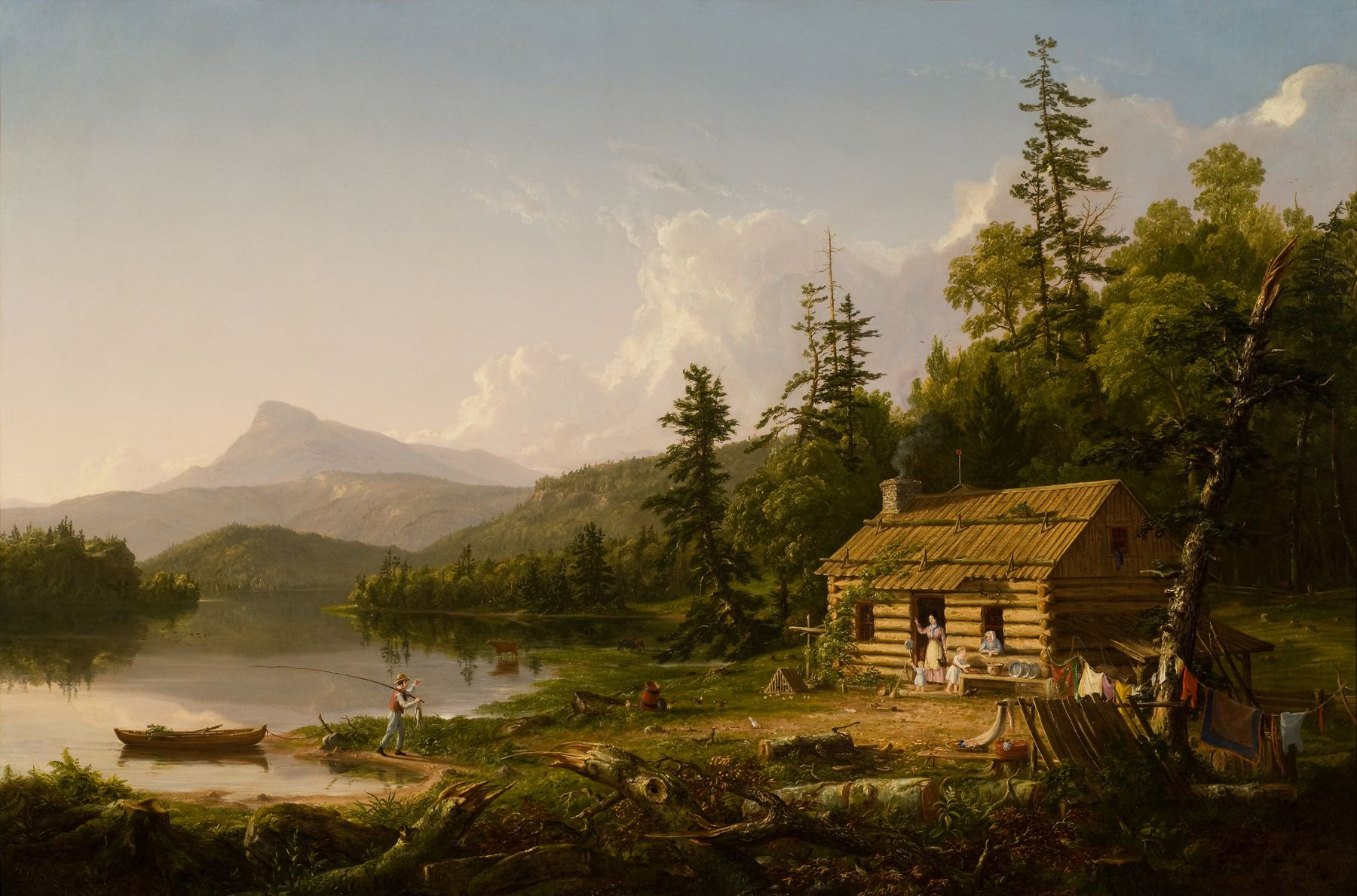
トマス・コール Home in the Woods (1847)
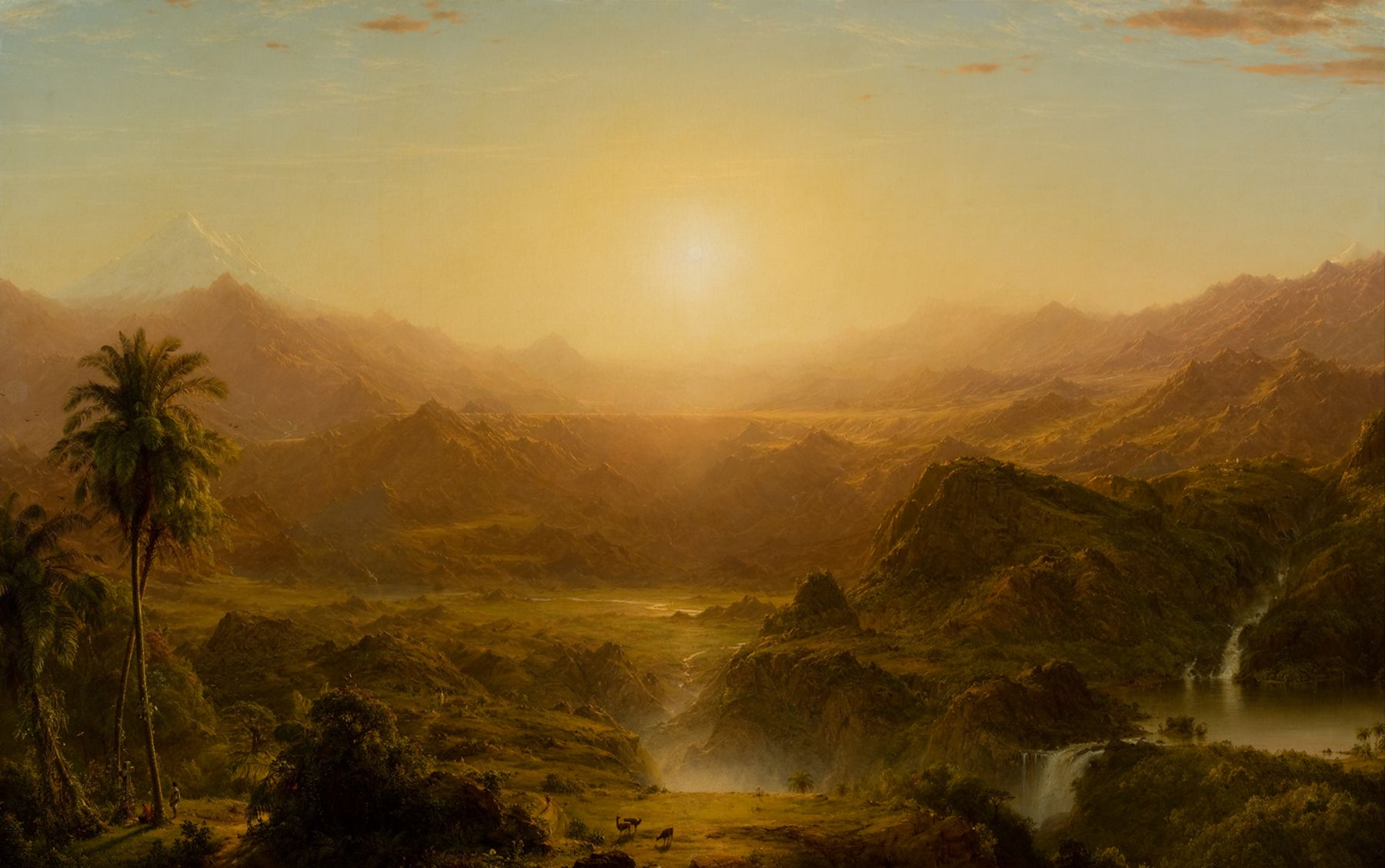
フレデリック・エドウィン・チャーチ The Andes of Ecuador (1855)
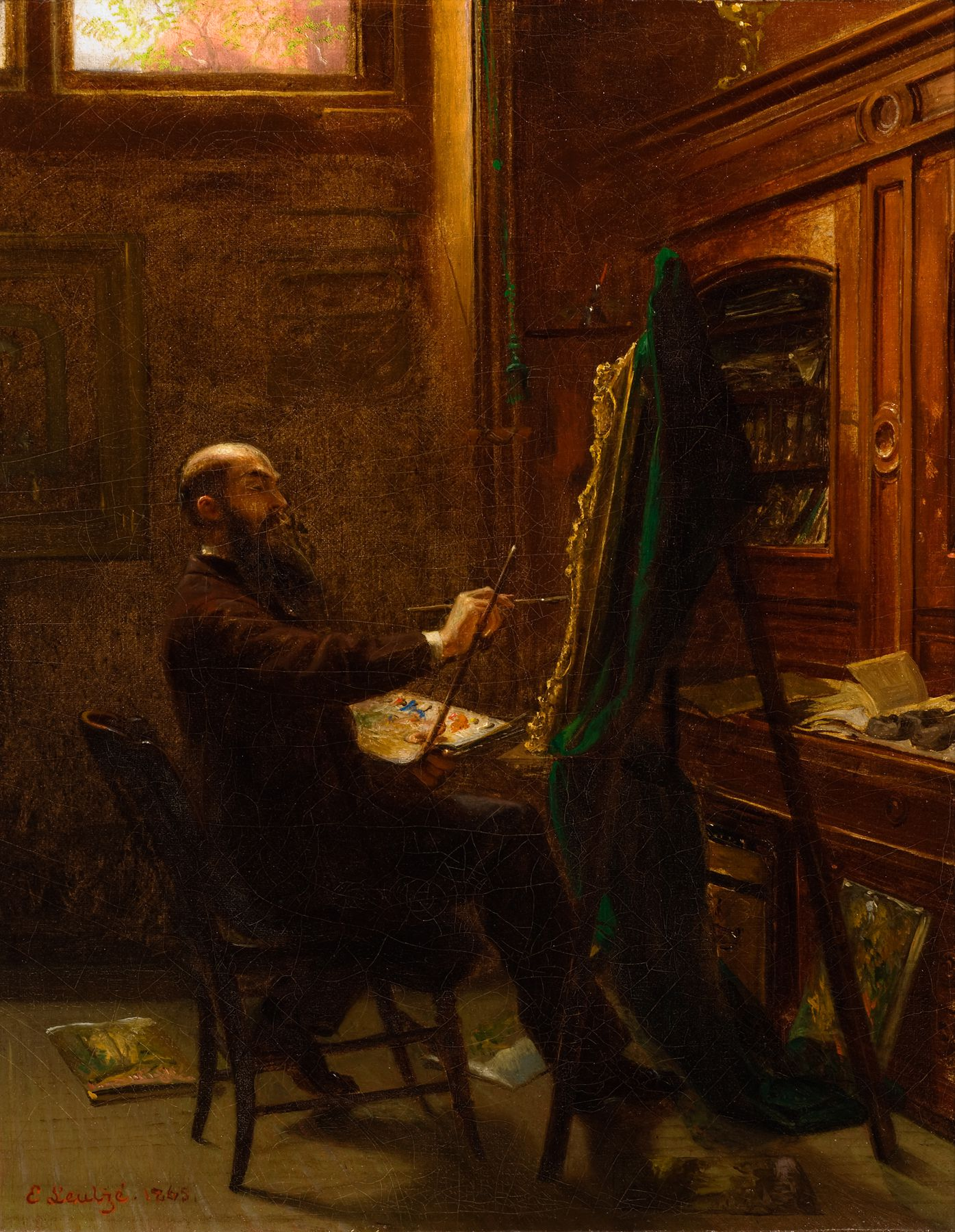
エマヌエル・ロイツェ Worthington Whittredge in His Tenth Street Studio, 1865
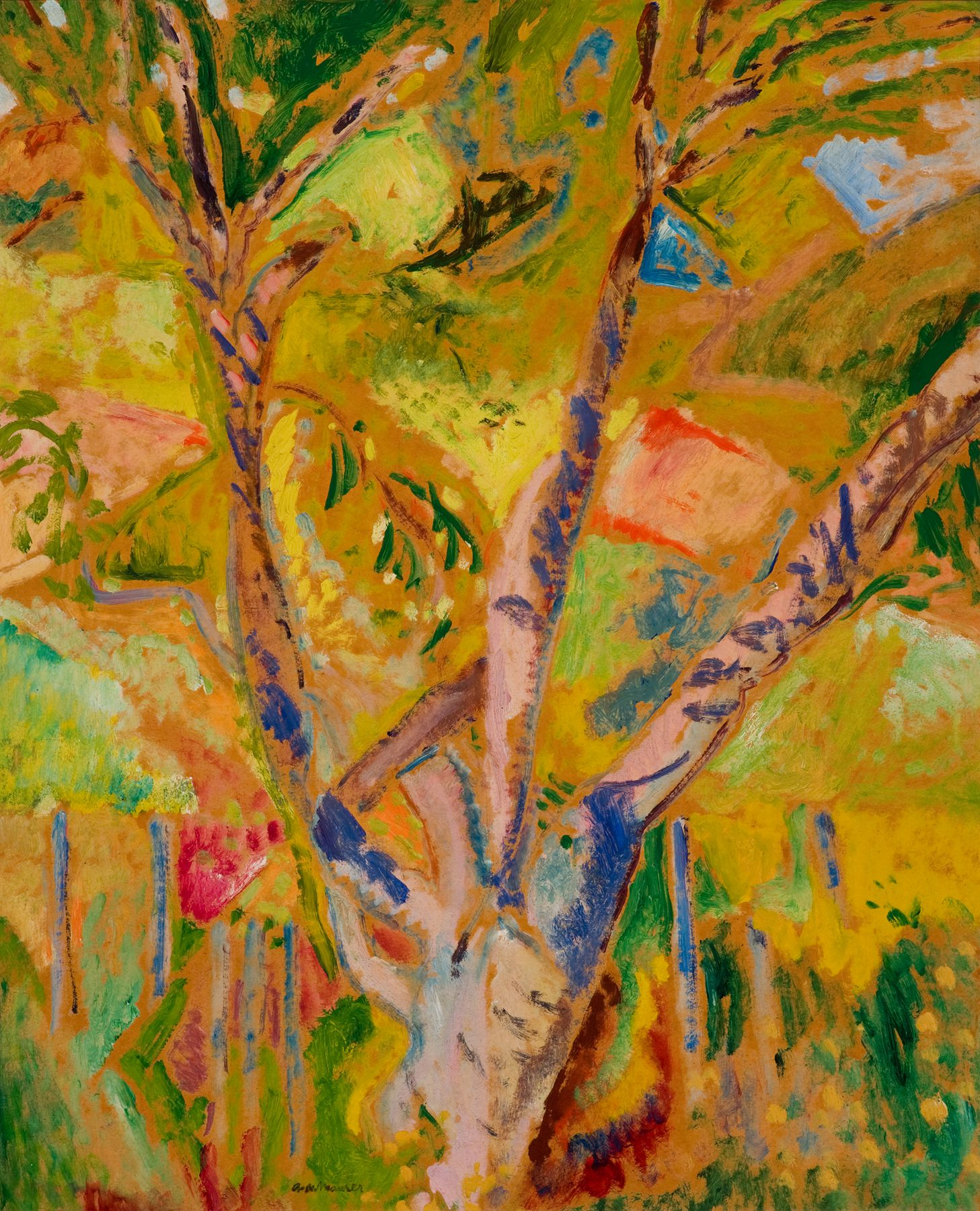
アルフレッド・ヘンリー・マウラー Landscape of Provence (c.1912-1922)
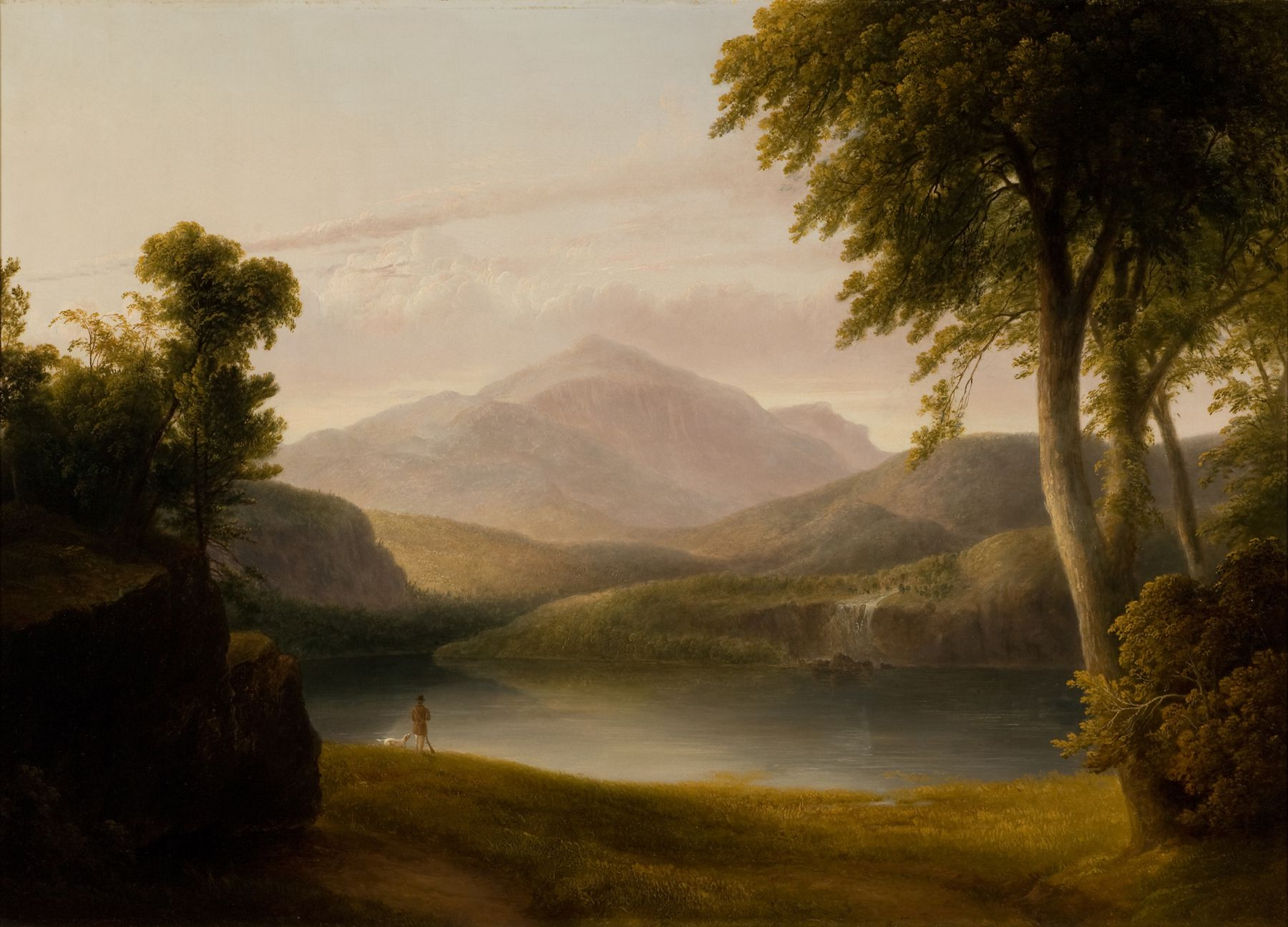
トーマス・ドーティ In the Catskills (c.1835)
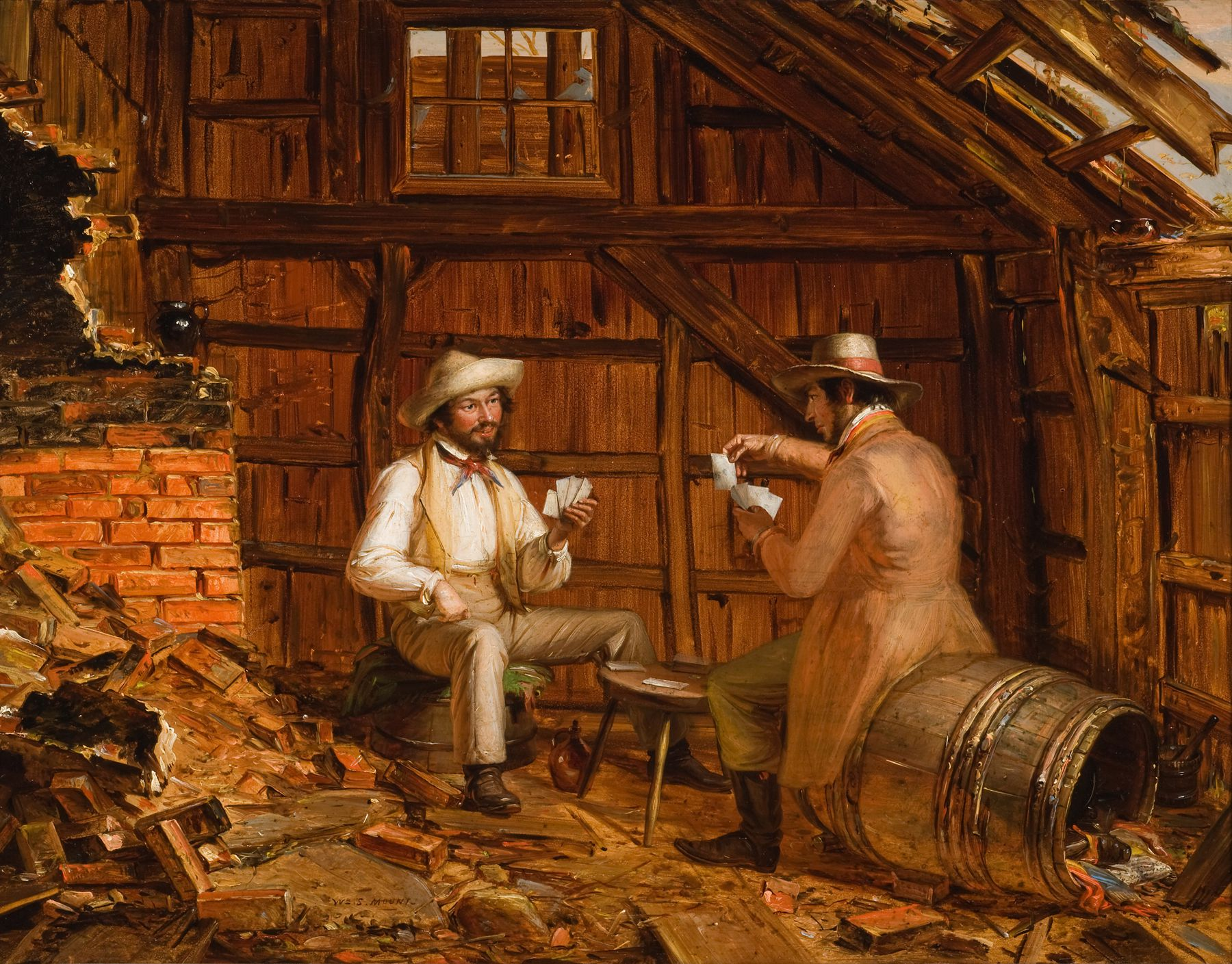
ウィリアム・シドニー・マウント Card Players (c.1835)